# Патаниоти, Константин Юрьевич
Патаниоти (Панаиотти), Константин Юрьевич (1766 — 6 (18) июня 1840) — вице-адмирал, член Адмиралтейств-совета.

## Биография
Родился в 1766 году. Греческого происхождения. В 1783 году поступил в Корпус чужестранных единоверцев, но не окончил его. Из Морского кадетского корпуса выпущен гардемарином. До 1787 года офицер Балтийского, после — Черноморского флота. В 1788 году на фрегате «Кинбурн» принимал участие в сражении с турецким флотом у острова Фидониси, в 1790 и 1791 годах на корабле «Иосиф II » — в сражениях в Керченском проливе, где получил ранение в ногу, у Гаджибея и Калиакрии.
1 янв. 1791 года произведен в капитан-лейтенанты.. В 1792 году направлен на Дунай, где вооружил 25 морских казачьих лодок, перешел с ними в Днепровский лиман, а оттуда в Севастополь. В 1793 году откомандирован в свиту российского посла в Оттоманской Порте генерал-поручика М. И. Голенищева-Кутузова с секретным заданием произвести промеры глубин в Константинопольском проливе, изучить берега и ознакомиться с состоянием турецкого флота. По окончании задания удостоился похвального аттестата, вернулся в Севастополь на купеческом судне, по дороге изучая турецкий берег и составляя карту плавания.
В 1795 году, командуя бригантиной № 1, занимал брандвахтерный пост у Феодосии, в 1792 году — у Евпатории. После чего выходил в крейсерство к берегам Таврии. В 1798 году, приняв командование отрядом из 19-ти канонерских лодок, направлен для вооружения вновь построенных кораблей «Симеон и Анна» и «Святой Михаил». Во время русско-французской войны, командуя фрегатом «Иоанн Златоуст», перешел от Севастополя до Козлова, острова Тендра, оттуда в Николаев, Херсон и обратно в Севастополь. В 1799 году, командуя габарой «Валериан», крейсировал в Средиземном море, за что был награждён орденом Святой Анны II степени.
В 1801 году привел в Севастополь вновь построенный фрегат «Крепкий», командуя которым, 1807 году принял участие во взятии крепости Анапа. За 18 морских кампаний награждён орденом Святого Георгия IV степени. С 1807 года капитан 1-го ранга.
В 1809 году, командуя отрядом, состоящим из корабля «Анапа», трёх фрегатов и одного брига, выходил в крейсерство между Варной и Дунаем. С 1810 года — капитан-командор, командовал линейными кораблями «Полтава» и «Двенадцать апостолов».
Произведен в контр-адмиралы в 1824 году и назначен командиром 2-й бригады Черноморского флота, а с 1827 года — 1-й бригады Черноморского флота. Выходил в крейсерство в Чёрное море, держа свой флаг на корабле «Иоанн Златоуст». В 1826 году «за отлично-усердную службу» был пожалован орденом Святого Владимира III степени.
В 1829 году произведен в вице-адмиралы и назначен начальником Дунайской флотилии, командуя которой принимал участие во взятии Силистрии.
C 1833 года член Адмиралтейств-совета. В 1831 году был награждён орденом Святой Анны I степени, к которому в следующем году была пожалована императорская корона. В 1837 году награжден орденом Св. Владимира II степени.
Скончался 6 (18) июня 1840 года.

## Семья
Брат Николай Юрьевич Патаниоти.